# Plestiodon okadae
Plestiodon okadae är en ödleart som beskrevs av  Leonhard Hess Stejneger 1907. Plestiodon okadae ingår i släktet Plestiodon och familjen skinkar. Inga underarter finns listade i Catalogue of Life.